# Покер с джокером
Покер с картами джокер — разновидность азартной карточной игры покер. Основное отличие — добавление в колоду джокера. Один из самых крупных выигрышей в покер был зафиксирован в покер с джокером. Выигрыш составил один миллион долларов, сыграла комбинация роял-флэш (англ. royal flush). Разновидности покера с джокером встречаются в банковых играх, видеоиграх и в клубных играх. Покер с джокером — один из старейших покеров.

## Казино покер (Joker Poker)
Покер с джокером или «Американский покер» (англ. Joker Poker) — банковая игра, за основу покера взят Карибский покер. Цель игрока — собрать покерную комбинацию карт старше, чем у дилера.

## Правила игры в Казино покер «Покер с джокером»
Для покера с джокером используют колоду из 52 карт + карта джокер (иногда функции джокера исполняет одна из обычных 52 карт)
По правилам покера с джокером перед раздачей дилером 5 карт, игрок делает обязательную ставку анте (ante). Только последняя карта дилера раскрывается.
В зависимости от карт, которые получил, игрок делает ставку (call) или прекращает игру (fold) — скидывает карты и теряет ставку анте. После этого игрок и дилер раскрывают карты. Если у дилера нет ни одной покерной комбинации, то игрок получает выигрыш в размере анте независимо от того, какие карты собрал. В случае, если у дилера есть как минимальная покерная комбинация, происходит сравнение с комбинацией игрока. Выигрывает тот, у кого будет старше покерная комбинация карт.
Также возможен обмен карт и покупка игры дилеру, эти правила уникальны для каждого отдельного заведения.
Если выигрывает игрок, ему выплачивается выигрыш 1 к 1 по обязательной ставке анте, а по ставке bet
согласно таблице выплат, которая уникальна для каждого заведения.
Роль джокера в игре 
Джокер — это отдельная карта в колоде или одна из обычных карт. Джокер можно использовать для составления любых покерных комбинаций например: пара с джокером считается за комбинацию выше «две пары», но ниже «сет». Для образования покерных комбинаций джокер использует как дилер, так и игроки. Джокер даёт значение карты на усмотрение игрока. Карты с Борда так же участвуют.

## Клубный покер с джокером
Клубный покер с джокером — вид клубного покера с добавлением джокера. Выигрышные комбинации в этом виде покера оцениваются по мастям. «Джокер» — безочковые карты, которые могут по усмотрению игрока заменять нужную карту. Игра ведется минимум между двумя и максимум между восемью игроками. Игра ведется до пяти раундов с торговлей между раундами и обменом карт (количество обменённых карт зависит от количества раундов). Торг ведется как в обычных клубных покерах. Каждый последующий раунд увеличивает банк предыдущего раунда. Зачастую клубный покер проходит по идентичным правилам как и пятикарточный клубный стад покер, только с тем изменением, что в колоду вносится джокер.